# 刘华香
刘华香（1913年—2007年），中国人民解放军将领、中国人民解放军开国少将。
曾任内蒙古军区第一副司令员。1955年，授予中国人民解放军少将。